# Residential mortgage-backed security

Un residential mortgage-backed security est une créance hypothécaire résidentielle titrisée.
Un « titre adossé à des créances hypothécaires », ou mortgage-backed security (MBS), est une opération de titrisation s'appuyant sur les crédits assortis de garanties hypothécaires. Ces titres sont les premiers à être émis dans les années 1960 aux États-Unis afin de refinancer les agences gouvernementales spécialisées dans le financement de l’immobilier résidentiel. On peut distinguer deux classes en fonction du sous-jacent selon qu’il est d’origine Résidentielle ou Commerciale. On parle alors de RMBS ou « Residential Mortgage Backed Securities » pour les premières et de CMBS ou « Commercial Mortgage Backed Securities » pour les deuxièmes.
L’intérêt de titriser de tels actifs provient du fait que l’on peut monétiser des actifs peu liquides.

## Histoire
Les banques et les organismes spécialisés ont titrisé ces dettes en les transformant en obligations adossées à des créances, sous forme d'enveloppes incorporant plusieurs centaines ou milliers d'emprunts. Ces produits dits structurés ont ensuite été placés auprès d'investisseurs sur les marchés. Les obligations adossées à des prêts résidentiels (RMBS) ou commerciaux (CMBS) ont connu un grand succès ces dernières années, très recherchées par des opérateurs en quête de rendements attractifs, des fonds spéculatifs (« hedge funds ») aux fonds de pension en passant par les compagnies d'assurances.
Avant la crise financière de 2007, des RMBS ont été vendus aux banques avec un taux de risque très inférieur à la réalité, notamment dans le cas des subprimes. Certains RMBS ont regroupé de nombreux prêts hypothécaires risqués, accordés sans contrôle suffisant de la solvabilité du client.
Les processus de notation des collateralized debt obligations (CDO) ; titres de créances collatéralisées en français ; et des RMBS sont proches. En 2006, les RMBS subprimes représentent 72 % de la composition des CDO.